# Pedro Vite
Pedro Vite (Babahoyo, 2002. március 9. –) ecuadori válogatott labdarúgó, a kanadai Vancouver Whitecaps középpályása.

## Pályafutása

### Klubcsapatokban
Vite az ecuadori Babahoyo városában született. Az ifjúsági pályafutását az Independiente del Valle akadémiájánál kezdte.
2021-ben mutatkozott be az Independiente del Valle felnőtt keretében. 2021. augusztus 5-én 4½ éves szerződést kötött az észak-amerikai első osztályban érdekelt Vancouver Whitecaps együttesével. Először a 2022. február 26-ai, Columbus Crew ellen 4–0-ra elvesztett mérkőzés 65. percében, Déiber Caicedo cseréjeként lépett pályára. Első gólját 2022. szeptember 15-én, a LA Galaxy ellen hazai pályán 3–0-ás győzelemmel zárult találkozón szerezte meg.

### A válogatottban
Vite az U17-es, az U20-as és az U23-as korosztályú válogatottban is képviselte Ecuadort.
2023-ban debütált a felnőtt válogatott. Először 2023. június 20-án, Costa Rica ellen 3–1-es győzelemmel zárult barátságos mérkőzés 67. percében, José Cifuentest váltva lépett pályára, majd 15 perccel később megszerezte első válogatott gólját is.

## Statisztikák
2024. augusztus 8. szerint
| Klub                | Szezon   | Osztály  | Bajnokság | Bajnokság | Kupa  | Kupa | Nemzetközi | Nemzetközi | Összesen | Összesen |
| Klub                | Szezon   | Osztály  | Meccs     | Gól       | Meccs | Gól  | Meccs      | Gól        | Meccs    | Gól      |
| ------------------- | -------- | -------- | --------- | --------- | ----- | ---- | ---------- | ---------- | -------- | -------- |
| Vancouver Whitecaps | 2022     | MLS      | 24        | 2         | 1     | 0    | —          | —          | 25       | 2        |
| Vancouver Whitecaps | 2023     | MLS      | 36        | 4         | 3     | 0    | 6          | 2          | 45       | 6        |
| Vancouver Whitecaps | 2024     | MLS      | 21        | 0         | 3     | 0    | 5          | 1          | 29       | 1        |
| Összesen            | Összesen | Összesen | 81        | 6         | 7     | 0    | 11         | 3          | 99       | 9        |

### A válogatottban
| Válogatott | Év       | Pályára lépés | Gól |
| ---------- | -------- | ------------- | --- |
| Ecuador    | 2023     | 1             | 1   |
| Ecuador    | 2024     | 3             | 0   |
| Ecuador    | 2025     | 2             | 0   |
| Összesen   | Összesen | 6             | 1   |

#### Góljai a válogatottban
| # | Időpont          | Helyszín                                        | Ellenfél   | Gólok | Eredmény | Kiírás              |
| - | ---------------- | ----------------------------------------------- | ---------- | ----- | -------- | ------------------- |
| 1 | 2023. június 20. | Subaru Park, Chester, Amerikai Egyesült Államok | Costa Rica | 3–1   | 3–1      | Barátságos mérkőzés |

## Sikerei, díjai
Vancouver Whitecaps
- Kanadai Kupa
  - Győztes (3): 2022, 2023, 2024